# Selenicereus chrysocardium
Selenicereus chrysocardium és una espècie fanerògama que pertany a la família de les cactàcies (Cactaceae).

## Descripció
Selenicereus chrysocardium creix de forma epífita amb tiges fortes i ascendents. Les tiges són aplanades i semblants a fulles fan fins a 30 cm d'amplada, corbades cap amunt i estretes cap a la punta. Les vores són profundament lobulades. Els lòbuls fan de 13 a 15 cm de llarg i 4 cm d'ample. Les arèoles se situen en una depressió dentada a la part superior dels lòbuls i de vegades tenen de 2 a 3 truges curtes.
Les flors són llargues, en forma d'embut, blanques i amb aroma de crema agra fan fins a 32 cm de llarg i 20 cm de diàmetre. El seu hipant està molt colpejat i cobert d'escates i truges. Els fruits són esfèrics de color verd brillant i tenen un diàmetre de 7 cm. Estan densament coberts d'arèoles grises en forma de feltre, de les quals surten nombroses espines, de fins a 2 cm de llarg, que cauen quan estan totalment madures. La polpa blanquinosa fa olor afruitada.

## Distribució i hàbitat
Selenicereus anthonyanus és comú als estats mexicans de Chiapas (al nord) i Tabasco als boscos humits a baixa altitud.

## Taxonomia
Selenicereus chrysocardium va ser descrita per Myron William Kimnach i publicat a Bradleya; Yearbook of the British Cactus and Succulent Society 9: 91, a l'any 1991.
Etimologia
- Selenicereus: nom genèric es deriva del grec Σελήνη (Selene), la deessa de la lluna i cereus, que significa 'espelma' en llatí, en referència a les flors nocturnes.

- chrysocardium: epítet llatí.

Sinonímia
- Epiphyllum chrysocardium Alexander
- Marniera chrysocardium (Alexander) Backeb.[2]